# Барон Пул
Барон Пул из Олдгейта в Лондоне — наследственный титул в системе Пэрства Соединённого королевства. Он был создан 11 июля 1958 года для британского предпринимателя и консервативного политика Оливера Пула (1911—1993). Ранее он заседал в Палате общин от Освестри (1945—1950) и был председателем консервативной партии (1955—1957, 1961—1963). 
По состоянию на 2024 год носителем титула являлся его сын, Дэвид Чарльз Пул, 2-й барон Пул (род. 1945), который сменил своего отца в 1993 году.

## Бароны Пул (1958)
- 1958—1993: Оливер Брайан Сандерсон Пул, 1-й барон Пул (11 августа 1911 — 28 января 1993), старший сын Дональда Луи Пула (1868—1921)[1]
- 1993 — настоящее время: Дэвид Чарльз Пул, 2-й барон Пул (род. 6 января 1945), единственный сын предыдущего[2];
  - Наследник титула: достопочтенный Оливер Джон Пул (род. 30 мая 1972), единственный сын предыдущего[3].